# Justine Clarke
Justine Clarke (ur. 1971) – australijska aktorka telewizyjna i filmowa, piosenkarka i prezenterka programów dla dzieci. 

## Życiorys
Karierę w mediach rozpoczęła w wieku siedmiu lat, od nagrania reklamy dla telewizji (reklama nigdy nie została wyemitowana). Matka zapisała ją wówczas do aencji dla modeli dziecięcych, która skierowała ją na casting do musicallu "Dźwięki muzyki". Justine otrzymała rolę Brigitte - jednej z córek vov Trappa i grała ją przez cały sezon.
Po debiucie w serialu TV "The Maestro's Company", zagościła na stałe w australijskich programach i serialach telewizyjnych.
Na dużym ekranie debiutowała niewielką rolą Anny Goanna w trzeciej części Mad Maxa.
Zdobyła nagrodę dla najlepszej aktorki w Mar del Plata International Film Festival w 2006 roku za rolę w Look Both Ways.
Obecnie jest prezenterką w programach dla dzieci w telewizji ABC i nadal gra, głównie w Australii. Nagrała również płyty z piosenkami dla dzieci.

## Filmografia
| Rok       | Tytuł serialu                         | Rola                   |
| --------- | ------------------------------------- | ---------------------- |
| 1984      | The Maestro's Company                 | Tina                   |
| 1986      | Professor Poopsnagle's Steam Zeppelin | Carmen                 |
| 1987      | A Country Practice                    | Nicki Simpson          |
| 1988-1989 | Zatoka serc (Home and Away)           | Roo Steward            |
| 1990      | Family and Friends                    | Cheryl Brooks          |
| 1991      | Golden Fiddles                        | Liddy                  |
| 1992      | Tracks of Glory                       | Kate O'Brien           |
| 1996      | Twisted Tales                         | Pip                    |
| 1998      | Wildside                              | Jessie Roscoe          |
| 1998-1999 | Cena życia (All Saints)               | doktor Samantha O'Hara |
| 2001      | Head Start                            | Julia Hunter           |
| 2005      | The Surgeon                           | doktor Eve Agius       |
| 2007      | Love My Way                           | Simone                 |
| 2007      | Chandon Pictures                      | Samantha               |
| 2009-2010 | W pętli życia (Tangle)                | Ally Kovac             |

| Rok  | Tytuł filmu                                                 | Rola           |
| ---- | ----------------------------------------------------------- | -------------- |
| 1985 | Mad Max III - Pod kopułą gromu (Mad Max Beyond Thunderdome) | Anna Goanna    |
| 1988 | Touch the Sun: Princess Kate                                | Kate           |
| 1990 | Come in Spinner                                             | Monnie         |
| 1996 | Turning April                                               | Rosa           |
| 1997 | Żyć w Blackrock (Blackrock)                                 | Tiffany        |
| 1998 | Never Tell Me Never                                         | Anna           |
| 2000 | Faceci w butach (Bootmen)                                   | Kim            |
| 2003 | Narzeczony z nieba (Danny Deckchair)                        | Trudy Dumphy   |
| 2003 | Japońska historia (Japanese Story)                          | Jane           |
| 2003 | Car Park                                                    |                |
| 2004 | Go Big                                                      | Gina Katz      |
| 2004 | The Brush-Off                                               | Salina         |
| 2005 | Z drugiej strony (Look Both Ways)                           | Meryl Lee      |
| 2006 | The Water Diary                                             | matka          |
| 2007 | Bastard Boys                                                | Janine McSwain |
| 2008 | The List                                                    | Amy            |
| 2009 | In Her Skin                                                 |                |

## Dyskografia[3]
- 2005 - I Liki To Sing
- 2008 - Songs To Meke You Smile
- 2010 - Great Big World